# Trinity Optima Production
Trinity Optima Production – indonezyjska niezależna wytwórnia muzyczna z siedzibą w Dżakarcie. Powstała w 2003 roku z inicjatywy czterech założycieli (Adi Nugroho, Handy Santoso, Effendy Widjaja, Yonathan Nugroho). Trinity Optima Production znajduje się wśród największych wytwórni muzycznych i firm zarządzających artystami w Indonezji.